# Theo van Cleeff
Theo van Cleeff (Nijmegen, 2 februari 1956) is een Nederlandse zanger.
In 1993 kwam zijn eerste album uit genaamd The First. In 1996 deed hij mee aan de Soundmixshow van Henny Huisman. Hieruit kwamen de singles Cheryl Moana Marie en Tropical Isand. In 2000 bracht Van Cleeff opnieuw een album uit dat gedeeltelijk Nederlandstalig was. In 2008 maakte hij samen met Jet Westerhuis het duet Geef ons nog een keer zo'n nacht.

## Discografie

### Albums
| Album met eventuele hitnotering(en) in de Nederlandse Album Top 100 | Datum van verschijnen | Datum van binnenkomst | Hoogste positie | Aantal weken | Opmerkingen |
| ------------------------------------------------------------------- | --------------------- | --------------------- | --------------- | ------------ | ----------- |
| The first                                                           | 1993                  | -                     |                 |              |             |
| Yours and yours alone                                               | 2005                  | 15-10-2005            | 100             | 1            |             |
| We are young                                                        | 2020                  |                       |                 |              |             |

### Singles
| Single met eventuele hitnotering(en) in de Nederlandse Top 40 | Datum van verschijnen | Datum van binnenkomst | Hoogste positie | Aantal weken | Opmerkingen                 |
| ------------------------------------------------------------- | --------------------- | --------------------- | --------------- | ------------ | --------------------------- |
| We are young                                                  | 2003                  | -                     |                 |              | Nr. 67 in de Single Top 100 |
| Don't cry                                                     | 2003                  | -                     |                 |              | Nr. 72 in de Single Top 100 |
| Zo wondermooi                                                 | 2012                  | -                     |                 |              | Nr. 59 in de Single Top 100 |